# Cotia
Cotia is een stad en gemeente in de Braziliaanse deelstaat São Paulo. De gemeente telt 182.045 inwoners (schatting 2009).
Ze ligt ten westen van de stad São Paulo aan de rivier Cotia (rio Cotia), een zijrivier van de Tietê.

## Geschiedenis
Cotia werd gesticht in 1580 en was in de 17e eeuw betrokken bij de expedities van de Bandeirantes, zoals Antônio Raposo Tavares.
Cotia is een zelfstandige gemeente sinds 2 april 1856.

## Aangrenzende gemeenten
De gemeente grenst aan Carapicuíba, Embu, Ibiúna, Itapecerica da Serra, Itapevi, Jandira, Osasco, São Lourenço da Serra, São Paulo, São Roque, Taboão da Serra en Vargem Grande Paulista.

## Bezienswaardigheden
Er is ten oosten van het stadscentrum een grote boeddhistische tempel, de Templo Zu Lai, met tuin en school, van de Fo Guang Shan-stroming.